# كارلوس باتريس
كارلوس ألبيرتو باتريس غونزاليز (بالإسبانية: Carlos Alberto Batres González)‏ (مواليد 2 أبريل 1968) حكم كرة قدم غواتيمالي . أصبح حكم دولي معتمد من الاتحاد الدولي لكرة القدم منذ 1 يناير 1996 .

## روابط خارجية
- كارلوس باتريس على موقع Soccerway.com (الإنجليزية)